# ヴィヤンコージー2世
ヴィャンコージー2世（マラーティー語：व्यंकोजी/एकोजी १, ：Vyankoji II, 1694年あるいは1696年 - 1737年）は、南インドのタミル地方、タンジャーヴール・マラーター王国の君主（在位：1736年 - 1737年）。

## 生涯
1736年、父王トゥッコージーが死亡したことにより、王位を継承した。
同年、マドゥライ・ナーヤカ朝を滅ぼしたカルナータカ地方政権のチャンダー・サーヒブが領土に攻め入り、4月には首都タンジャーヴールが包囲された。
ヴィャンコージー2世の僅かな治世は、タンジャーヴールの権臣サイイドの手に握られていた。
1737年、ヴィヤンコージー2世はタンジャーヴール城で死亡した。病死したとも、宮廷の陰謀で殺害されたとも言われる。